# 阙店乡
阙店乡，是中华人民共和国安徽省六安市舒城县下辖的一个乡镇级行政单位。

## 行政区划
阙店乡下辖以下地区：
横山村、三湾村、向山村、望阳村、阴洼村、转湾村、沙湾村、观山村、余冲村、桥畈村、湾塘村、牛角冲村、枫岭村、管岭村、何店村、神墩村、叶畈村和阙店村。